# Raja equatorialis
Raja equatorialis és una espècie de peix de la família dels raids i de l'ordre dels raïformes.

## Morfologia
- Els mascles poden assolir 50 cm de longitud total.[4][5]

## Reproducció
És ovípar i els ous tenen com a banyes a la closca.

## Hàbitat
És un peix marí, de clima tropical (27°N-4°S) i demersal.

## Distribució geogràfica
Es troba a l'oceà Pacífic oriental: des del Golf de Califòrnia i Costa Rica fins al Perú, incloent-hi les Illes Galápagos.

## Observacions
És inofensiu per als humans.